# Dal McKennon
Dal McKennon (La Grande, Oregón; 19 de julio de 1919 – Raymond, Washington; 14 de julio de 2009) fue un actor cinematográfico, televisivo y de voz de nacionalidad estadounidense, con una carrera que se extendió a lo largo de más de cincuenta años.

## Biografía
Su nombre completo era Dallas Raymond McKennon, y nació cerca de La Grande, Oregón. Sus papeles más conocidos como actor de voz fueron el de Gumby, en producciones del personaje Archie Andrews como The Archie Show, y el de Buzz Buzzard en los dibujos animados de Pájaro Loco. A principios de los años 1950, McKennon creó y presentó su propio show infantil televisivo diario, Space Funnies/Capt. Jet, el cual se emitía por las mañanas en KCBS-TV Ch. 2 en Hollywood. Space Funnies fue el primer show infantil de Los Ángeles en emitir antiguos cortos de Our Gang y de Stan Laurel y Oliver Hardy. También fue la voz principal de la serie de animación de 1960 Q.T. Hush. McKennon fue, así mismo. la voz de Chet Morton, compañero de los Hardy Boys en la serie de animación correspondiente de 1969.
McKennon también cantaba, y dio voz a muchos personajes de Disney. Así, pudo ser escuchado en La dama y el vagabundo, La bella durmiente, 101 dálmatas, Mary Poppins, y Bedknobs and Broomsticks. También para Disney, prestó su voz para algunas de las atracciones de la empresa, entre ellas la famosa Big Thunder Mountain Railroad, un par de hienas riéndose en It's a Small World, la voz de Benjamin Franklin en la atracción de Epcot The American Adventure, y la voz de Zeke en Country Bear Jamboree.
El papel convencional más conocido de McKennon fue el de  Cincinnatus en la serie televisiva Daniel Boone, protagonizada por Fess Parker. Tuvo un pequeño papel en el film de Alfred Hitchcock film Los pájaros, y en el de Elvis Presley Clambake. Su última película fue Gumby: The Movie, en la cual utilizaba el seudónimo Charles Farrington, y en la que daba voz a Gumby, Fatbuckle, Lucky Claybert y el Profesor Kapp.
McKennon fue un ávido historiador de la Senda de Oregón. Trabajó en el Centro de Interpretación de la Senda dando charlas y colaborando con el 150 aniversario del lugar recopilando canciones, historias y documentos informativos.
También trabajó con Oregon Public Broadcasting creando "The Pappenheimers", una serie de vídeos instructivos para ayudar a enseñar alemán a niños. Su personaje vivía en un Volkswagen Transporter y contaba historias sobre parientes en Alemania.
También fue conocido por grabar una risa alocada, utilizada por la Hiena en La dama y el vagabundo, y más tarde en una película de horror llamada Tourist Trap. También pudo escucharse su risa en tres juegos de Crash Bandicoot, el primero y Crash Bandicoot 2: Cortex Strikes Back y Crash Team Racing, y también en el film navideño Elf.
McKennon se casó con su novia de la infancia, Betty Warner, en Portland, Oregón en 1942. El matrimonio duró hasta la muerte de él, ocurrida por causas naturales el 14 de julio de 2009, cinco días antes de cumplir noventa años, en el Willapa Harbor Care Center en Raymond, Washington. En el momento de su muerte era el único superviviente del reparto de La dama y el vagabundo. Tuvieron seis hijas y dos hijos, y vivieron en California hasta 1968, cuando se mudaron a Cannon Beach, Oregón.

## Filmografía (como intérprete y como actor de voz)
- 1942 : Pigeon Patrol
- 1948 : Wet Blanket Policy
- 1948 : Wild and Woody!
- 1949 : Drooler's Delight
- 1952 : Bend of the River
- 1953 : Operation Sawdust
- 1953 : Maw and Paw
- 1953 : The Hypnotic Hick
- 1953 : Belle Boys
- 1953 : Maw and Paw in Plywood Panic
- 1953 : Hot Noon or 12 O'Clock for Sure
- 1954 : Crazy Mixed Up Pup
- 1954 : Alley to Bali
- 1954 : Hot Rod Huckster
- 1954 : Paw's Night Out
- 1954 : Pig in a Pickle
- 1954 : Real Gone Woody
- 1955 : Sh-h-h-h-h-h
- 1955 : La dama y el vagabundo
- 1955 : Square Shootin' Square
- 1955 : Bunco Busters
- 1956 : Pigeon Holed
- 1956 : Get Lost
- 1956 : Woodpecker from Mars
- 1956 : Red Riding Hoodlum
- 1957 : The Gumby Show
- 1957 : Round Trip to Mars
- 1957 : El show del Pájaro Loco
- 1957 : Dopey Dick, the Pink Whale
- 1958 : Half Empty Saddles
- 1958 : Tom Thumb
- 1959 : Bucky and Pepito
- 1959 : Good Day for a Hanging
- 1959 : Witty Kitty
- 1959 : La bella durmiente
- 1959 : The Tingler
- 1959 : Have Rocket, Will Travel
- 1959 : Space Mouse
- 1959 : Kiddie League
- 1959 : Mouse Trapped
- 1960 : Courageous Cat and Minute Mouse
- 1960 : Pistol Packin' Woodpecker
- 1960 : Freeloading Feline
- 1960 : Hunger Strife
- 1960 : Q.T. Hush
- 1960 : Ozark Lark
- 1961 : 101 dálmatas
- 1961 : Rough and Tumble-Weed
- 1961 : Eggnapper
- 1961 : The Silent Call
- 1961 : Mississippi Slow Boat
- 1961 : Case of the Red-Eyed Ruby
- 1961 : Twist Around the Clock
- 1962 : Womanhunt
- 1962 : Pest of Show
- 1962 : Phoney Express
- 1962 : Hyde and Sneak
- 1962 : Punch Pooch
- 1963 : Son of Flubber
- 1963 : Coming Out Party
- 1963 : House of the Damned
- 1963 : Case of the Cold Storage Yegg
- 1963 : Pesky Pelican
- 1963 : Hi-Seas Hi-Jacker
- 1963 : The Wheeler Dealers
- 1964 : The Misadventures of Merlin Jones
- 1964 : The Case of the Maltese Chicken
- 1964 : 7 Faces of Dr. Lao
- 1964 : Mary Poppins
- 1964 : Daniel Boone
- 1965 : Case of the Elephant's Trunk
- 1965 : The Glory Guys
- 1967 : Sissy Sheriff
- 1967 : Cat and Dupli-cat
- 1967 : Have Gun - Can't Travel
- 1967 : Clambake
- 1968 : Did You Hear the One About the Traveling Saleslady?
- 1968 : The Archie Show
- 1969 : The Hardy Boys
- 1969 : Archie and His New Friends
- 1969 : The Archie Comedy Hour
- 1970 : The Andersonville Trial
- 1970 : Hi-Rise Wise Guys
- 1970 : Archie's Fun House
- 1970 : The Sabrina the Teenage Witch Show
- 1971 : Archie's TV Funnies
- 1971 : Bedknobs and Broomsticks
- 1971 : Aesop's Film Fables
- 1974 : Oliver Twist
- 1974 : The US of Archie
- 1974 : Regreso a la Tierra de Oz
- 1977 : The New Archie/Sabrina Hour
- 1978 : Archie's Bang-Shang Lalapalooza Show
- 1978 : Hot Lead and Cold Feet
- 1978 : The Cat from Outer Space
- 1982 : The American Adventure
- 1984 : Mystery Mansion
- 1988 : Gumby Adventures
- 1992 : Frozen Assets

## Videojuegos (actor de voz)
- Crash Bandicoot
- Crash Bandicoot 2: Cortex Strikes Back
- Crash Team Racing
- Crash Bash
- Disney's Magical Mirror Starring Mickey Mouse

## Parques de atracciones (actor de voz)
- Big Thunder Mountain Railroad
- Country Bear Jamboree
- The Hall of Presidents
- It's a Small World
- The American Adventure
- The Haunted Mansion